# Engelbert Mager

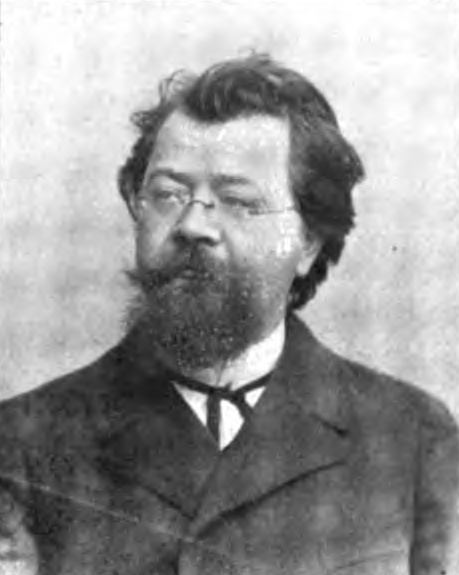
Engelbert Mager

Engelbert Mager (* 30. Oktober 1849 in Schömberg; † 19. Oktober 1926 in Schwäbisch Gmünd) war ein deutscher Lehrer.
1866 in das Gmünder katholische Lehrerseminar eingetreten, nahm er 1868 eine unständige Lehrerstelle in Schörzingen an, um 1870 wieder in das Seminar nach Gmünd zurückzukehren, wo er den Zeichenunterricht zu übernehmen hatte. Bis zu seiner Zurruhesetzung 1913 unterrichtete er als Zeichenlehrer. Sein methodisch unterfütterter Unterricht fand große Anerkennung. Schon 1874 wurde er Zeichenoberlehrer. 1910 erhielt er den Professorentitel.
Als Autor widmete er sich pädagogischen Fragen in Aufsätzen für das katholische Magazin für Pädagogik, für den Vereinsboten und den Zeichenlehrer. Wenige Schriften galten heimatgeschichtlichen Themen. Sein Hauptwerk war eine umfangreiche Monographie über den Afrikareisenden Karl Mauch.